# 11136 Shirleymarinus
11136 Shirleymarinus eller 1996 XW12 är en asteroid i huvudbältet som upptäcktes den 8 december 1996 av Spacewatch vid Kitt Peak-observatoriet. Den är uppkallad efter Shirley Marinus.
Asteroiden har en diameter på ungefär 4 kilometer och den tillhör asteroidgruppen Vesta.